# Velîki Telkovîci, Volodîmîreț
Velîki Telkovîci (în ucraineană Великі Телковичі) este localitatea de reședință a comunei Velîki Telkovîci din raionul Volodîmîreț, regiunea Rivne, Ucraina.

## Demografie
Componența lingvistică a localității Velîki Telkovîci
     Ucraineană (99,23%)
     Alte limbi (0,77%)
Conform recensământului din 2001, majoritatea populației localității Velîki Telkovîci era vorbitoare de ucraineană (99,23%), existând în minoritate și vorbitori de alte limbi.